# Mustăciosul
Mustăciosul (în franceză Le Moustachu) este o comedie franceză din 1987, regizată de Dominique Chaussois⁠(d).

## Rezumat
Căpitanul Duroc este ceea ce se numește în jargonul serviciilor secrete „un mustăcios”, adică un agent de teren. El a luat parte la acțiuni complicate și încurcate, dar nu la fel de încurcate precum acțiunea din parcarea de pe autostrada A71, care a fost concepută de superiorul său. Dar Duroc nu este atât de „prost” pe cât crede șeful lui...

## Distribuție
- Jean Rochefort — căpitanul Duroc
- Grace de Capitani⁠(d) — femeia în albastru
- Jean-Claude Brialy — Leroy
- Jean-Louis Trintignant — generalul Gougeard
- Maxime Leroux⁠(d) — Richard Staub, șeful teroriștilor
- Mary Mergey — doamna
- Marc Brunet — camionagiul
- Gilles Gaston-Dreyfus⁠(d) — tehnicianul Volvo
- Albert Delpy⁠(d) — proprietarul restaurantului
- Franca Maï — Catherine Fruck, terorista
- Jean-Claude Leguay⁠(d) — tânărul
- Jacques Mathou⁠(d) — Sully, adjunctul lui Leroy
- Thierry Langerak — Martin
- Jacques Pratoussy — Mercier
- Pierre Blot — Tirot
- Michel Bompol — al doilea bandit
- Antonio Cauchois — Plancard
- Monique Couturier — proprietara restaurantului
- Max Desrau⁠(d) — soțul
- Jean-Charles Dumay — Stephane Dax
- Eric Franklin — ajutorul
- Regis Musset — primul bandit
- Olivier Pajot⁠(d) — proiecționistul
- Remy Roubakha — angajatul de la poarta de intrare pe autostradă
- Marc Spilman — chelnerul din restaurant

## Producție
Filmările au avut loc la Olivet, Loiret, Orléans și Castelul Guiry. Muzica filmului a fost compusă de Vladimir Cosma, unele linii melodice fiind extrase din filmul Umbrela lui Gregoire (1980).